# حيقل غورني
حيقل غورني أو طائر السكر غورني (الاسم العلمي: Promerops gurneyi)، نوع من الطيور التي تتبع فصيلة الحيقليات.
يوجد في ليسوتو وموزمبيق وجنوب إفريقيا وسوازيلند وزيمبابوي. موائلها الطبيعية هي الغابات الجافة الاستوائية أو شبه استوائية، والسافانا الجافة، والنباتات الشجرية في منطقة البحر الأبيض المتوسط.
سمي تكريمًا وأحياءًا لذكرى المصرفي وعالم الطيور الهاوي البريطاني جون هنري غورني (1819-1890)

## روابط خارجية
- Gurney's sugarbird - Species text in The Atlas of Southern African Birds.